# Nicolás Bravo, Quintana Roo
Nicolás Bravo är en ort i Mexiko.   Den ligger i kommunen Othón P. Blanco och delstaten Quintana Roo, i den östra delen av landet, 1 100 km öster om huvudstaden Mexico City. Nicolás Bravo ligger 100 meter över havet och antalet invånare är 4 571.
Terrängen runt Nicolás Bravo är platt. Runt Nicolás Bravo är det glesbefolkat, med 16 invånare per kvadratkilometer. Nicolás Bravo är det största samhället i trakten. Omgivningarna runt Nicolás Bravo är en mosaik av jordbruksmark och naturlig växtlighet.